# Джампаоло Пацини
Джампаоло Пацини (на италиански: Giampaolo Pazzini), роден на 2 август 1984 г. в Пеша е италиански футболист, централен нападател на Верона и националния отбор на Италия.

## Клубна кариера
Пацини прави своя професионален дебют през 2003 г. с отбора на Аталанта БК. Изиграва 51 мача и отбелязва 12 гола, след което през януари 2005 г. преминава в отбора на Фиорентина за сумата от € 6.5 милиона. По това време в състава на „виолетовите“ титулярния централен нападател е Лука Тони и на Пацини се отрежда да играе на по-задна позиция (втори нападател). След пристигането обаче на Алберто Джилардино и Адриан Муту, Пацини все по-често остава вън от титулярния състав, в резултат на което през 2009 г. преминава в редиците на Сампдория. Там, Антонио Касано и Пацини оформят едно от най-ефективните нападения в Серия А. В дебютния си сезон за отбора от Генуа, Джампаоло отбелязва 11 гола, а през 2009-10 е точен 19 пъти, което му отрежда трето място в класацията на топ-реализаторите в Италия за годината. Тифозите на Сампдория започват да го наричат „Лудия Пацини“.
На 28 януари 2011 г., Джампаоло Пацини преминава в отбора на настоящия първенец на Италия, европейски и световен клубен шампион – ФК Интер. За дебютния си мач с Интер се появява в игра през второто полувреме при домакинството на Палермо и негативен резултат от 0 – 2. За 45 минути отбелязва два гола и изработва дузпа за обрата до 3 – 2. Пацини отбелязва гол и във втория си мач за „нерадзурите“ – гостуване на АС Бари и победа с 0 – 3.